# وسيم الجلاد
وسيم الجلاد (1977-) هو أسير فلسطيني لدى سجون الإحتلال من مدينة القدس، حاصل على درجة البكالوريوس في تخصص التاريخ من جامعة الأقصى في مدينة غزة، كما وتوج باللقب الأول في العلوم السياسية من جامعة القدس أبوديس، وفي 14 تموز 2004 اقتحمت قوات جيش الإحتلال بيت وسيم الواقع في بلدة العيسوية، وتم الحكم عليه بالسجن 15 عام بتهمة الإنتماء لحركة المقاومة الإسلامية والمشاركة في عملية عسكرية تستهدف جنود الإحتلال الإسرائيلي. خرج من السجن بعد انتهاء محكوميته في عام 2019، لكن أعادت سلطات الإحتلال اعتقال الجلاد مره أخرى لحظة تحرره من سجن النقب الصحراوي وتحويله الى مركز تحقيق المسكوبية. 

## الإضراب عن الطعام والإهمال الطبي
تعرض الجلاد بعد اعتقاله لتحقيق مكثف لمدة ستين يوماً في زنازين الإحتلال، كما وتعرض للعزل الإنفرادي والجماعي وأضرب عن الطعام لثمانية وعشرين يوماً عام 2012، وخمس وعشرون يوماً عام2017، وتعرض أيضاً للإهمال الطبي.